# Мелкая с гитарой
«Мелкая с гитарой» — третий мини-альбом Алёны Швец, вышедший 2 апреля 2021 года на лейбле Rainbow Flower и включающий в себя пять композиций (Мелкая с гитарой, Токсичная, Самая странная, Две девочки, Подруга)в жанре «пост-бард». Название отсылает к формату и основному инструменту исполнительницы (хотя и сопровождаемого клавишными и струнными). На песни «Токсичная» и «Две девочки» были сняты видеоклипы.

## Список композиций
| №                   | Название            | Длительность |
| ------------------- | ------------------- | ------------ |
| 1.                  | «Мелкая с гитарой»  | 2:43         |
| 2.                  | «Две девочки»       | 3:14         |
| 3.                  | «Токсичная»         | 1:53         |
| 4.                  | «Подруга»           | 2:17         |
| 5.                  | «Самая странная»    | 4:04         |
| Общая длительность: | Общая длительность: | 14:11        |

## Музыкальные видео
10 мая 2021 года на официальном YouTube-канале Алёны Швец вышел музыкальный видеоклип на песню «Токсичная», срежисированный Матвеем Удовихиным и Дарьей Бедриной; на декабрь 2022 года видео имеет более 2,2 млн просмотров. 17 июня того же года вышел клип на песню «Две девочки»; режиссёром и продюсером выступил Всеволод Чинилов, сценаристом — Иван Станкин, оператором — Артур Чмукас, художником-постановщиком — Яна Афанасьева.
Песни «Мелкая с Гитарой» и «Токсичная» были исполнены на живом концерте Алёны Швец на «Авторадио».

## Приём

### Критика
В день премьеры на портале The Flow вышел обзор на альбом. По версии издания, релиз является продолжением студийного альбома «Королева отстоя» (2020) — в обоих, не смотря на «самоуничижительные» названия, ощущается лёгкость. В «Мелкой с гитарой» окружающий героиню мир «пробует запретить ей любить близкую подругу или вообще дружить, быть прямой и грубой», но в последней песне она всё же «остаётся мечтательной и романтичной и ищет родственную душу».
Музыкальный критик Алексей Мажаев поставил релизу оценку 7 из 10 и в своей рецензии для сайта InterMedia написал, что альбому не достаёт «ощущения лёгкости и естественности». Заглавную песню Мажаев назвал «замечательной» и звучащей «очень мило, искренне и дружелюбно». Вторая песня, по ощущениям рецензента, «почти полностью состоит из отчаяния и боли», в противовес «более лёгкой» предпоследней. Композиция «Токсичная» для критика походит на шутку, а завершающая песня не похожа на хит.

### Популярность
По данным сервиса Kworb.net, две песни из мини-альбома попали в чарты стримингового сервиса Spotify в России и Украине. В июле 2021 года стало известно, что Алёна Швец по итогам первого года работы Spotify в России заняла первое место среди самых прослушиваемых исполнительниц, обогнав Билли Айлиш, Ариану Гранде, Дору, Zivert и других.
| Название                                        | Высшие позиции   | Высшие позиции   | Высшие позиции     | Высшие позиции     | И.     |
| Название                                        | Ежедневные чарты | Ежедневные чарты | Еженедельные чарты | Еженедельные чарты | И.     |
| Название                                        | Россия Spotify   | Украина Spotify  | Россия Spotify     | Украина Spotify    | И.     |
| ----------------------------------------------- | ---------------- | ---------------- | ------------------ | ------------------ | ------ |
| «Мелкая с гитарой»                              | 102              | 188              | —                  | —                  | [ 10 ] |
| «Две девочки»                                   | 91               | 112              | 102                | 128                | [ 11 ] |
| Символ «—» означает, что сингл не попал в чарт. |                  |                  |                    |                    |        |